# Dr. Bunsen Honeydew
Dr. Bunsen Honeydew is de "waanzinnige" geleerde van het Muppets-laboratorium, "where the future is being made today".
Dr. Honeydew is altijd bereid iets uit te vinden waar niemand wat aan heeft. Zo vond hij bijvoorbeeld een bananen-aanscherper, een vuilverslindende vuilnisbak (die daarna het complete lab opeet) en meer van dit soort bijdragen aan de wetenschap uit. In sommige films komen zijn uitvindingen echter wel van pas. Bij een show met Brooke Shields bijvoorbeeld gebruikt hij zijn uitvinding om haar (letterlijk) meer in de rol van Alice in Wonderland te laten passen.
Naar goed gebruik heeft hij ook een assistent, en dus ook slachtoffer, te weten Beaker. Deze moet het in vrijwel iedere aflevering ontgelden.
Zijn voornaam, Bunsen, is afgeleid van een laboratoriumstuk (de bunsenbrander, een verwarmingstoestel voor reageerbuizen en kolfen).

## Trivia
- Zijn uiterlijk zou gebaseerd zijn op dat van de man dankzij wie de Muppet Show in productie kon gaan: de Engelse mediamagnaat Lord Grade
- De Nederlandse stem van Dr. Bunsen Honeydew is Paul Disbergen in The Muppets, Muppets Most Wanted, Muppets Now en Muppets Haunted Mansion.